# Armin-Knab-Gymnasium
Das Armin-Knab-Gymnasium ist ein koedukatives, humanistisches, sprachliches und  naturwissenschaftlich-technologisches Gymnasium in Kitzingen. Es ist das einzige Gymnasium im Stadtgebiet Kitzingen und befindet sich im Mühlberggebiet, etwa einen Kilometer vom Altstadtkern entfernt, in der Nähe des Mains. Das Gymnasium ging aus einer Klosterschule hervor, die bereits vor mehr als 1250 Jahren gegründet wurde. Benannt ist es nach dem Komponisten Armin Knab.

## Chronik (Auszug)
- Klosterschule der Benediktinerinnen (ca. 745–1544)
- Klosterschule der Ursulinen(1660–1802)
- Katholische Lateinschule 19. Jahrhundert (1807–1872)
- Protestantische Lateinschule 19. Jahrhundert (?–1871)
- Königliche Lateinschule und Progymnasium (1872–1924)
- Oberrealschule und Gymnasium (seit 1924)
- Am 14. März 1966 nach Armin Knab (1881–1951) in Armin-Knab-Gymnasium umbenannt.

Die Schule hat sich aufgrund von Schüler-, Eltern- und Lehrerinitiativen in den verschiedensten Belangen weiterentwickelt. So wurde eine Teestube initiiert (und 2006 wieder geschlossen), eine Zentralbibliothek, ein Musikcomputerraum, ein Schulgarten mit Streuobstwiese und Bienenvölkern.
Zudem wurde die Turnhalle so erweitert, dass sie als Theater- und Konzertsaal verwendbar ist.

## Schulgelände

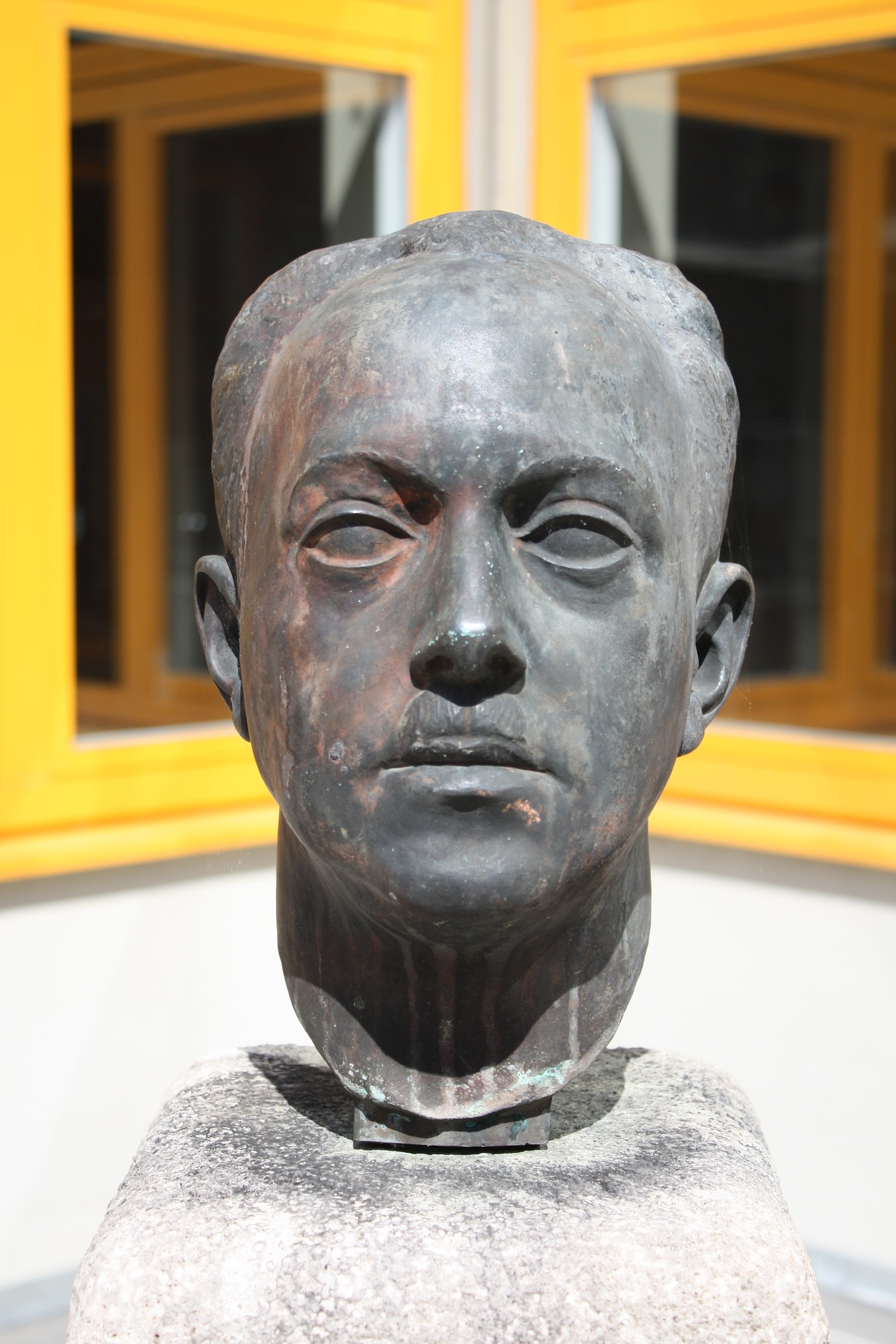
Büste von Armin Knab

Das Gebäude ist in einem Rechteck angelegt, so dass sich in der Mitte des Hauses ein Atrium befindet. Die Turnhalle besteht aus zwei Sälen, wobei Räumlichkeiten im ersten Stock für den Musikunterricht genutzt werden. Die Räume unter den Turnhallen werden für Heiztechnik, Theatergruppe und Werkunterricht genutzt. Von den Schülern wird außerdem ein Schulgarten betreut.
Im Atrium steht eine Bronzebüste des Namensgebers Armin Knab.

## Besonderheiten
An der Schule kann man ab der zehnten Klasse Spanisch anstatt der ersten Fremdsprache wählen, wobei diese bis zum Abitur belegt werden muss (sogenannte spät beginnende Fremdsprache).
Musik und Theaterspiel spielen im AKG eine besonders große Rolle.
Obwohl das Gymnasium noch die Bezeichnung „humanistisch“ führen darf, ist die Wahl von Altgriechisch als zweite Fremdsprache heute in der Regel nicht mehr möglich, da das Interesse zu gering ist.
Die Schule bietet eine Ganztagsbetreuung mit Mittagessen, Hausaufgabenbetreuung und Freizeitaktivitäten, wie Tanzworkshop, Sport, Meditationstraining oder Lesen.

## Projekte
- Colorado-Austausch
- Bläserklasse
- Bilingual Geography
- Facharbeitspräsentation 2008
- Posadas
- Berufsvorbereitung
- AKGler in Finnland
- Bundesweites Literaturprojekt
- Armin trifft Olympia
- Konfliktlotsen
- Schulgarten
- Praktika in der neunten Klasse

## Förderverein
Der Förderverein der Schule ist der Verein der Freunde des Armin-Knab-Gymnasiums e. V.

## Bekannte ehemalige Schüler
- Ute Baum (* 1970), Sopranistin
- Oliver Kienle (* 1982), Regisseur